# Campo di concentramento di Amersfoort
Il campo di concentramento di Amersfoort (in olandese Kamp Amersfoort, in tedesco Durchgangslager Amersfoort) è stato un campo di concentramento nazista istituito nei Paesi Bassi durante la seconda guerra mondiale situato tra le città di Amersfoort e Leusden. Il nome ufficiale era Polizeiliches Durchgangslager Amersfoort, abbreviato P.D.A., (campo di transito di Amersfoort della Polizia). Tra il 1941 e il 1945, circa 37 000 prigionieri furono registrati ad Amersfoort.
Assieme al Campo di concentramento di Herzogenbusch (Kamp Vught) e al campo di concentramento di Westerbork è stato uno dei tre campi usati per concentrare la popolazione ebraica presente sul territorio olandese, per poi deportarla nei campi di sterminio della Polonia. 

## Le origini
Kamp Amersfoort nel 1939 era ancora un complesso militare destinato al supporto dell'artiglieria dell'esercito per il vicino poligono di tiro di Leusderheide. A partire dal 1941, non ebbe le sole funzioni di campo di transito come, invece, il nome potrebbe suggerire; per descrivere le attività del campo, si sarebbero potuti utilizzare anche i termini "campo penale" o "campo di lavoro". Durante l'esistenza del campo furono organizzati kommando per i lavori forzati.  Per raggiungere il campo i prigionieri dovevano camminare dalla ferrovia attraverso la città e delle zone residenziali.

## Storia
Nei paesi occupati dell'Europa occidentale (Francia, Belgio, Olanda, e quindi dopo l'8 settembre 1943 anche l'Italia) la decisione fu di non creare ghetti o campi di sterminio e di evitare il più possibile atti aperti di violenza antiebraica. L'antisemitismo era minore, e si aveva timore di esacerbare un'opinione pubblica già in larga parte ostile. Si istituirono così appositi campi di internamento o di transito lontani dai centri abitati dove la popolazione ebraica potesse essere raccolta prima di essere trasferita nei campi di concentramento o sterminio della Polonia. Al Campo di concentramento di Amersfoort nei Paesi Bassi viene così assegnata la stessa funzione svolta in Francia dal campo di internamento di Drancy, in Belgio dal campo di transito di Malines, e in Italia dal campo di Fossoli. Amersfoort, assieme a Westerbork e Herzogenbusch, diviene uno dei terminali degli arresti e rastrellamenti di ebrei condotti su tutto il territorio olandese e punto di partenza per le deportazioni.
La storia del campo può essere distinta in due periodi.

### Primo periodo (1941-1943)
Il primo periodo parte dal 18 agosto 1941, e termina nel marzo 1943. Amersfoort era un campo di transito dove i prigionieri venivano temporaneamente detenuti per poi essere inviati ad altri campi quali Buchenwald, Mauthausen e Neuengamme. Il 15 luglio 1942 i nazisti iniziarono a deportare gli ebrei olandesi detenuti ad Amersfoort, Vught e Westerbork in altri campi quali Auschwitz, Sobibór e Theresienstadt avviandoli così allo sterminio.
Nel marzo 1943, tutti i prigionieri di Amersfoort, fatta eccezione per otto di essi, furono trasferiti a Kamp Vught. Il trasferimento dei prigionieri permise il completamento dell'espansione di Kamp Amersfoort. Anche se Kamp Vught divenne operativo nel gennaio 1943, per i nazisti il l'ampliamento di Kamp Amersfoort veniva ritenuto ancora necessario. In questo periodo furono imprigionate nel campo 8 800 persone. Di queste 2 200 furono deportate in Germania.

### Secondo periodo (1943-1945)

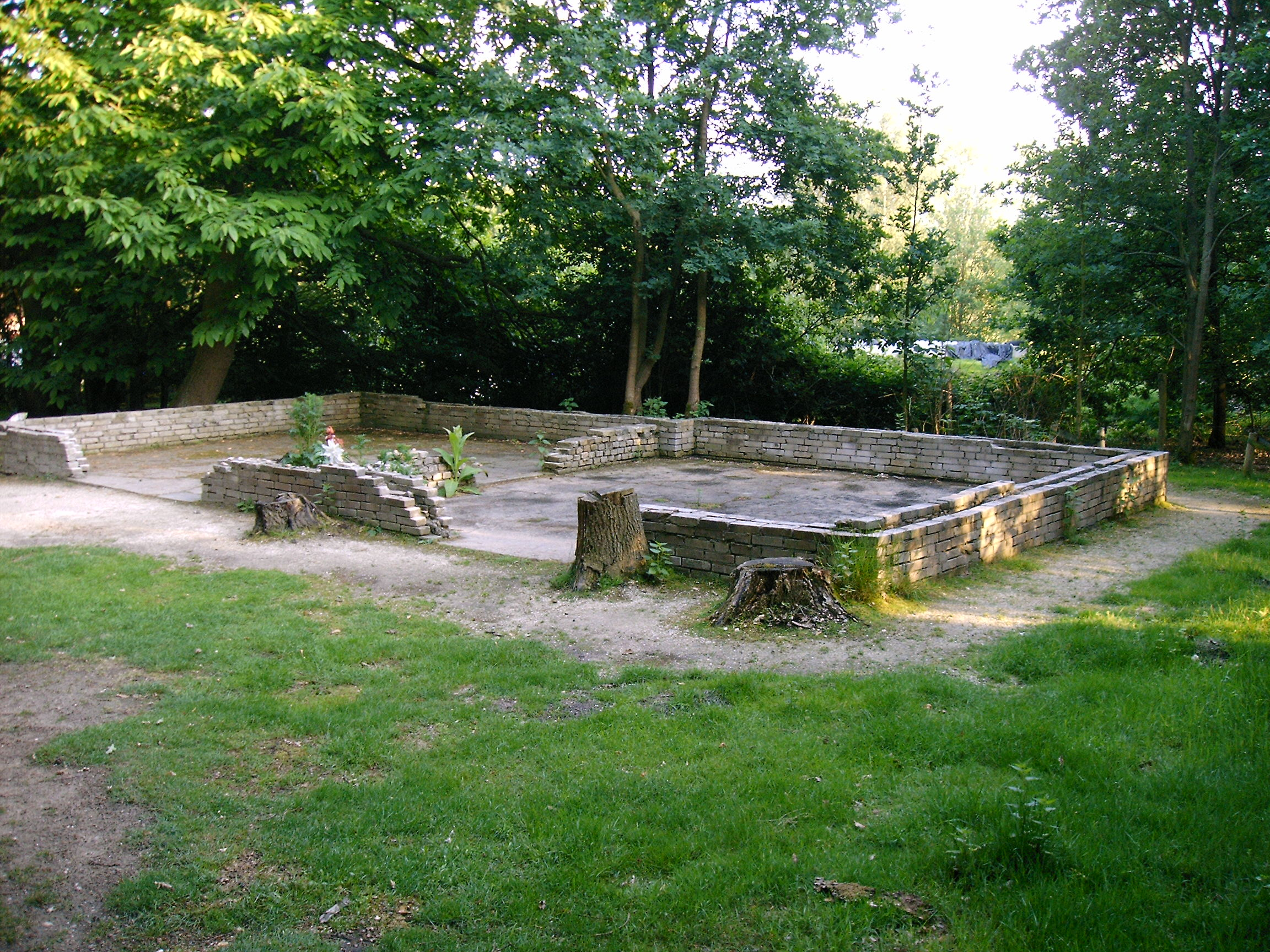
Rovine dell'obitorio

La torre di avvistamento, ancora esistente nel sito, fu costruita intorno ad aprile-maggio 1943, quando fu completata l'espansione di Kamp Amersfoort ed i nazisti vi portarono nuovamente i prigionieri. Sotto molti aspetti Kamp Amersfoort subì molti cambiamenti rispetto al primo periodo. I cambiamenti più importanti riguardarono una maggiore capacità di contenere prigionieri e un ricambio molto più rapido degli stessi. Quello che rimase inalterato furono l'assenza di standard minimi igienico-sanitari, la mancanza di cibo e la crudeltà delle guardie. Unico aspetto positivo era la presenza nel campo di un presidio della Croce Rossa dei Paesi Bassi. In questo periodo furono imprigionate nel campo 26 500 persone. Di queste 18 000 furono deportate in Germania.
Il secondo periodo terminò il 19 aprile 1945, quando, in seguito alla ritirata tedesca, il controllo del campo fu trasferito a Loes van Overeem della Croce Rossa dei Paesi Bassi. La struttura rimase sotto il controllo della Croce Rossa fino al 7 maggio, quando i soldati canadesi della First Canadian Army arrivarono a liberare ufficialmente il campo. Prima della fine della guerra, i soldati del I Corpo d'Armata canadese, che combattevano a nord di Arnhem erano bloccati ad un paio di chilometri da Amersfoort. La liberazione avvenne solo il giorno in cui le truppe tedesche si arresero.

## Dopo la liberazione
Il campo e l'area circostante furono amministrate, a partire dal giugno 1945, dalle forze di occupazione canadesi.
Investigazioni e dossier furono aperti su tutti i comandanti del campo e due di essi, particolarmente sadici e crudeli, furono processati nel 1948. Karl Peter Berg, fu condannato alla pena di morte e giustiziato nel 1949. Josef Johann Kotälla fu anch'egli sentenziato di morte ma la sua pena fu commutata in ergastolo, finendo i suoi giorni in carcere.